# Rue des Lois
Place Yitzhak-Rabin
La rue des Lois (en occitan : carrièra de las Leis) est une voie de Toulouse, chef-lieu de la région Occitanie, dans le Midi de la France. La petite place qui se forme au carrefour de la rue de l'Esquile est nommée place Yitzhak-Rabin (en occitan : plaça Yitzhak Rabin).

## Situation et accès

### Description
La rue des Lois et la place Yitzhak-Rabin sont deux voies publiques. Elles se trouvent dans le quartier Arnaud-Bernard.
Longue de 371 mètres, la rue des Lois naît à l'angle nord-ouest de la place du Capitole à la hauteur de l'hôtel du Grand Balcon. Elle suit un parcours rectiligne, orienté au nord-est. Elle coupe perpendiculairement la rue du Collège-de-Foix. Vers le milieu, elle donne naissance, du côté droit, à la rue de l'Esquile, avec laquelle elle forme un carrefour élargi, connu comme la place Yitzhak-Rabin, plantée d'arbres et dominée par la façade de l'ancien collège de l'Esquile. Au deux tiers, sur son côté gauche, elle donne naissance à la rue Urbain-Vitry. Elle se termine au carrefour de la rue Albert-Lautman, qu'elle reçoit à gauche, et de la rue Émile-Cartailhac, à droite, au niveau de la petite place du Peyrou. Elle est prolongée au nord par la rue des Salenques qui, après la place Saint-Julien et la rue Lascrosses, aboutit au boulevard Lascrosses.
La chaussée compte une seule voie de circulation automobile à sens unique, de la place du Capitole vers la rue des Salenques. Elle appartient à une zone de rencontre et la vitesse y est limitée à 20 km/h. Il n'existe pas de piste, ni de bande cyclable, quoiqu'elle soit à double-sens cyclable.

### Voies rencontrées
La rue des Lois rencontre les voies suivantes, dans l'ordre des numéros croissants (« g » indique que la rue se situe à gauche, « d » à droite) :
1. Rue Jean-Antoine-Romiguières (g)
2. Place du Capitole (d)
3. Rue du Collège-de-Foix
4. Rue de l'Esquile (d)
5. Place Yitzhak-Rabin (d)
6. Rue Urbain-Vitry (g)
7. Rue Albert-Lautman (g)
8. Place du Peyrou (d)

### Transports
La rue des Lois et la place Yitzhak-Rabin ne sont pas directement desservies par les transports en commun Tisséo. Elles sont cependant à proximité immédiate de la rue Jean-Antoine-Romiguières, de la place du Capitole, de la rue du Taur et de la rue des Salenques, toutes parcourues par la navette Ville. Les stations de métro les plus proches sont, au nord et à l'est, les stations Compans-Caffarelli et Jeanne-d'Arc, sur la ligne de métro , et au sud la station Capitole, sur la ligne de métro .
Il existe plusieurs stations de vélos en libre-service VélôToulouse dans la rue des Lois et dans les rues les plus proches : les stations no 6 (10 rue des Lois), no 13 (11 rue de l'Esquile) et no 31 (7 rue des Salenques).

## Odonymie
La rue des Lois tient son nom, depuis le XVIe siècle, des six écoles de droit qui constituaient la faculté de droit de l'université de Toulouse (emplacement de l'actuel no 2 rue Albert-Lautman). Le parlement de Toulouse avait en effet décidé en 1515 qu'elles quitteraient les salles des couvents des Jacobins et des Cordeliers où elles se trouvaient depuis le XIIIe siècle. Dans les premiers textes, c'était donc la rue des Écoles-de-Droit ou des Écoles-des-Lois – carraria Scholarum Legum en latin médiéval – ou rue des Lois – carriera de las Leys en occitan médiéval. 
La rue a porté, au cours des siècles, bien d'autres appellations. Au XVe siècle, c'était la rue Hugues-d'Albiger (carraria Hugonis Albigerii en latin médiéval), du nom d'un personnage important qui y possédait une ou plusieurs maisons. Au XVIIe siècle, la partie nord de la rue, de la rue de l'Esquile à la place du Peyrou, était désignée comme la grande-rue de l'Esquile, car elle longeait les bâtiments du collège de l'Esquile, établi avant 1417 entre les actuelles rues de l'Esquile (actuel no 1) et des Lois (actuel no 34). La partie sud de la rue, de la place du Capitole à la rue de l'Esquile, était fréquemment désignée comme la rue ou la grande-rue des Pénitents-Gris, à cause de la proximité de la chapelle des Pénitents gris, installée depuis 1578 à l'angle des rues des Lois (emplacement de l'actuel no 30-32 bis) et de l'Esquile (emplacement de l'actuel no 2-4),. En 1794, pendant la Révolution française, la rue devint brièvement la rue Codrus, du nom du héros qui, dans la mythologie grecque, fut le dernier roi d'Athènes et se sacrifia pour sauver la cité dans la guerre contre les Doriens,.
En 1996, le carrefour de la rue de l'Esquile a reçu, par décision du conseil municipal dirigé par Dominique Baudis, le nom de place Yitzhak-Rabin. Né en 1922 à Jérusalem en Palestine mandataire, engagé auprès de structures sionistes en 1941, Yitzhak Rabin est officier dans l'armée israélienne en 1948. Il participe à la guerre israélo-arabe de 1948-1949 et à la crise de Suez de 1956, puis il est chef d'État-Major à partir de 1964 et commande les forces israéliennes lors de la guerre des Six-Jours en 1967. En 1973, il se lance dans la politique et devient une figure du Parti travailliste. Il est plusieurs fois ministre, puis Premier ministre de 1974 à 1977, et de 1992 à 1995. Acteur du rapprochement avec les institutions palestiniennes incarnées par Yasser Arafat, concrétisé par les accords d'Oslo, il est assassiné en 1995 par un extrémiste religieux sioniste.

## Histoire

### Époque contemporaine
Selon La Dépêche du Midi, début 2013, de nombreux commerçants se plaignent de son état : non accessibilité aux personnes en fauteuil roulant, trottoirs non entretenus, circulation automobile. Les travaux de piétonnisation sont réalisés entre janvier 2016 et juin 2017.

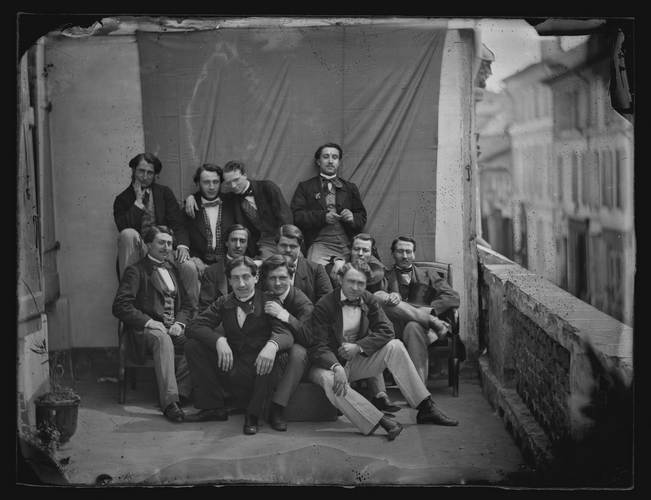
Étudiants en droits sur une terrasse de la rue des Lois, Eugène Trutat (1858, archives municipales).

## Patrimoine et lieux d'intérêt

### Couvent des Cordeliers
- no  11-21 : emplacement du couvent des Cordeliers (XIIIe siècle).  Classé MH (1994)[8].
- no  11 : chapelle de Rieux du couvent des Cordeliers (XIIIe siècle) ; immeuble (2e moitié du XIXe siècle).  Classé MH (1994, vestiges éventuels de la chapelle de Rieux)[8],[9].
- no  13 : grande sacristie du couvent des Cordeliers (fin du XIIIe siècle-début du XIVe siècle) ; immeuble (1re moitié du XIXe siècle) ; immeuble (1994).  Classé MH (1994, grande sacristie)[8],[10].

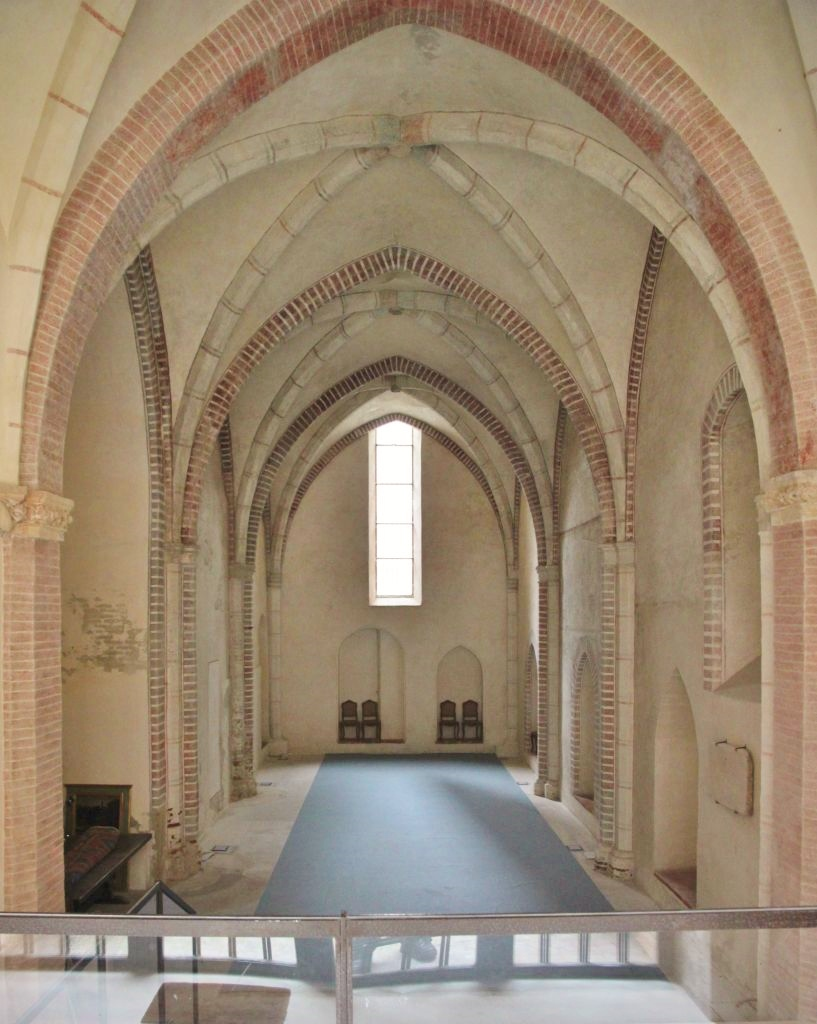
no 13 : la grande sacristie du couvent des Cordeliers.
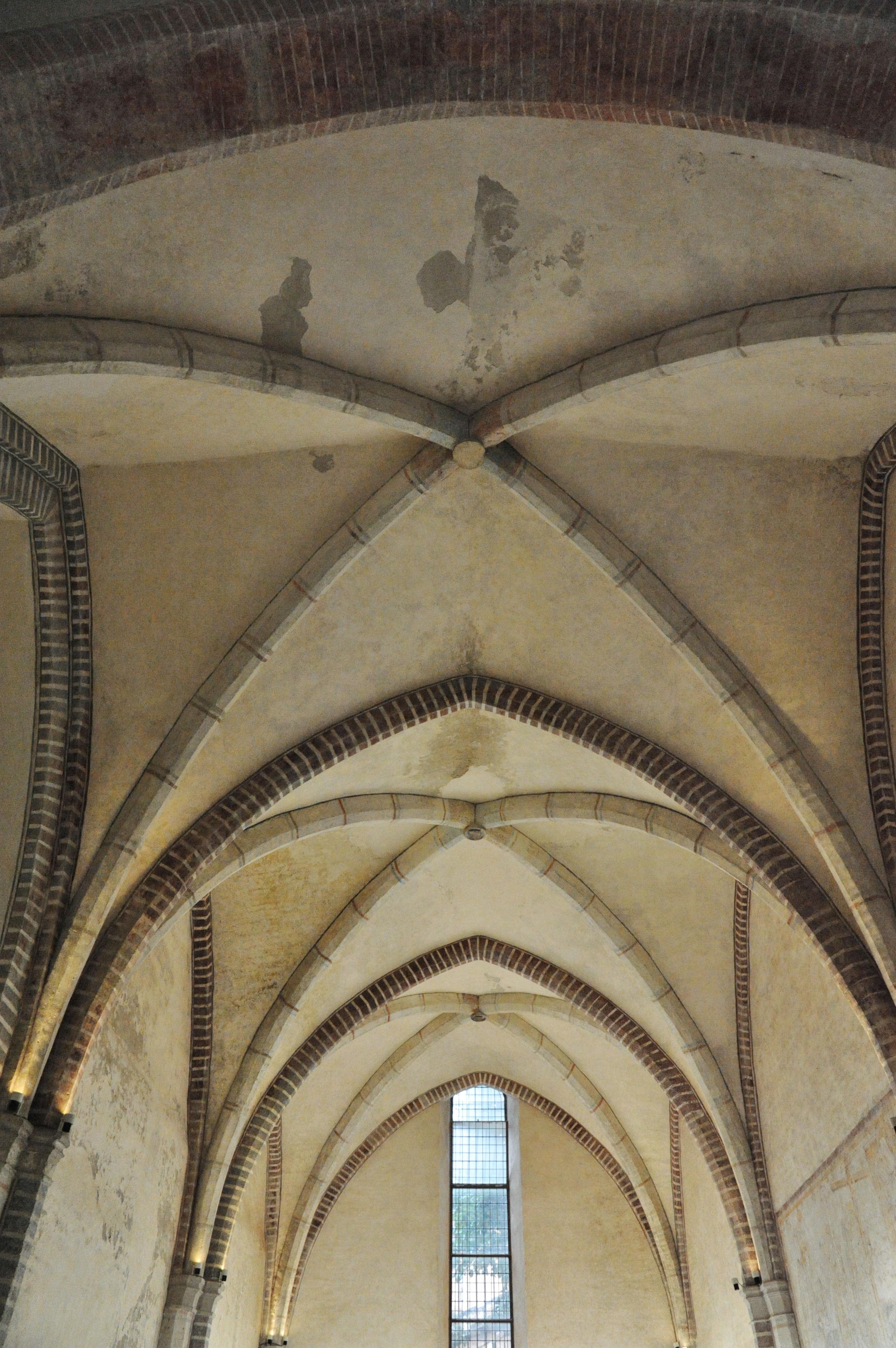
no 13 : la voûte de la grande sacristie.
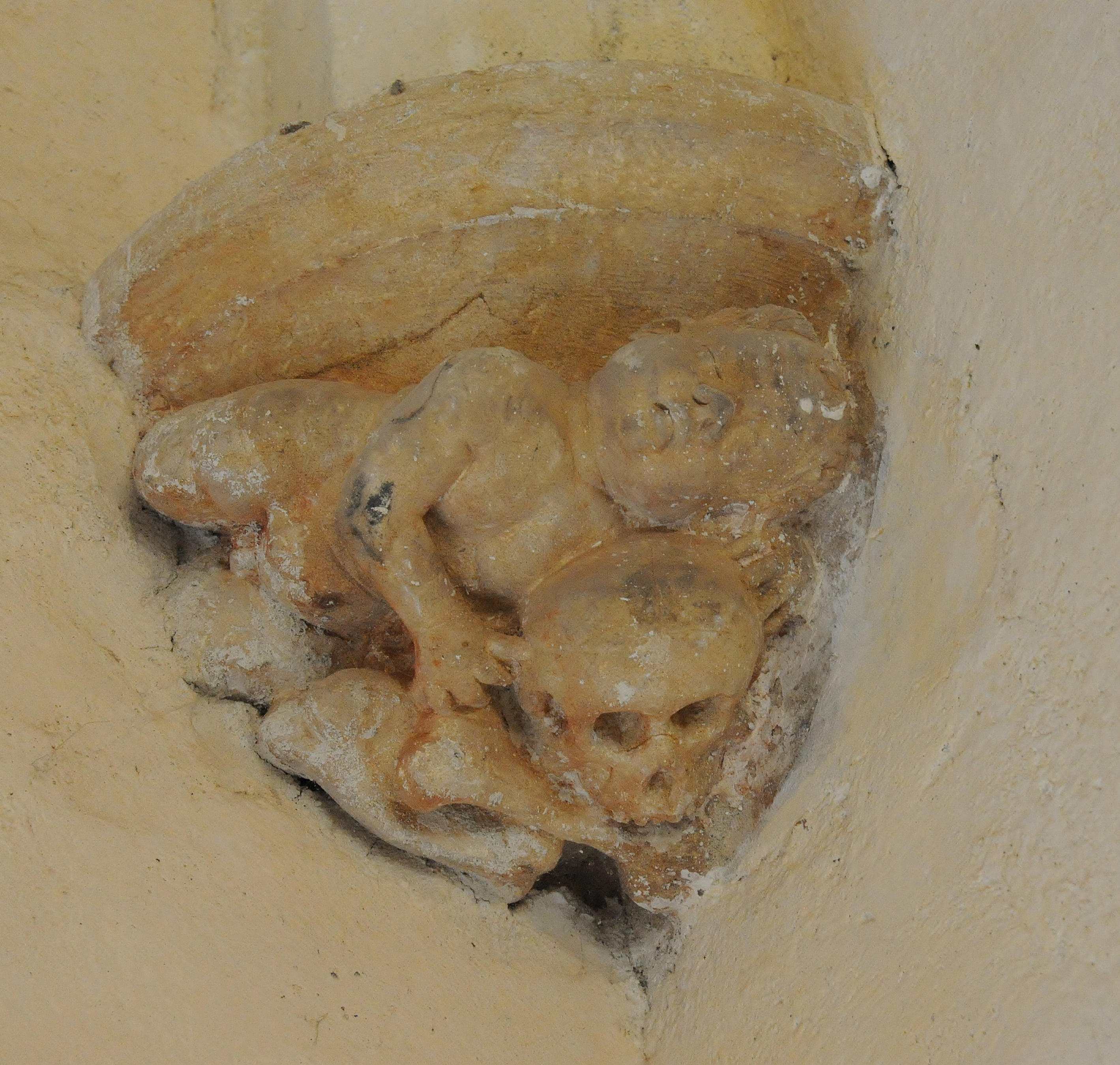
no 13 : détail d'un culot sculpté.
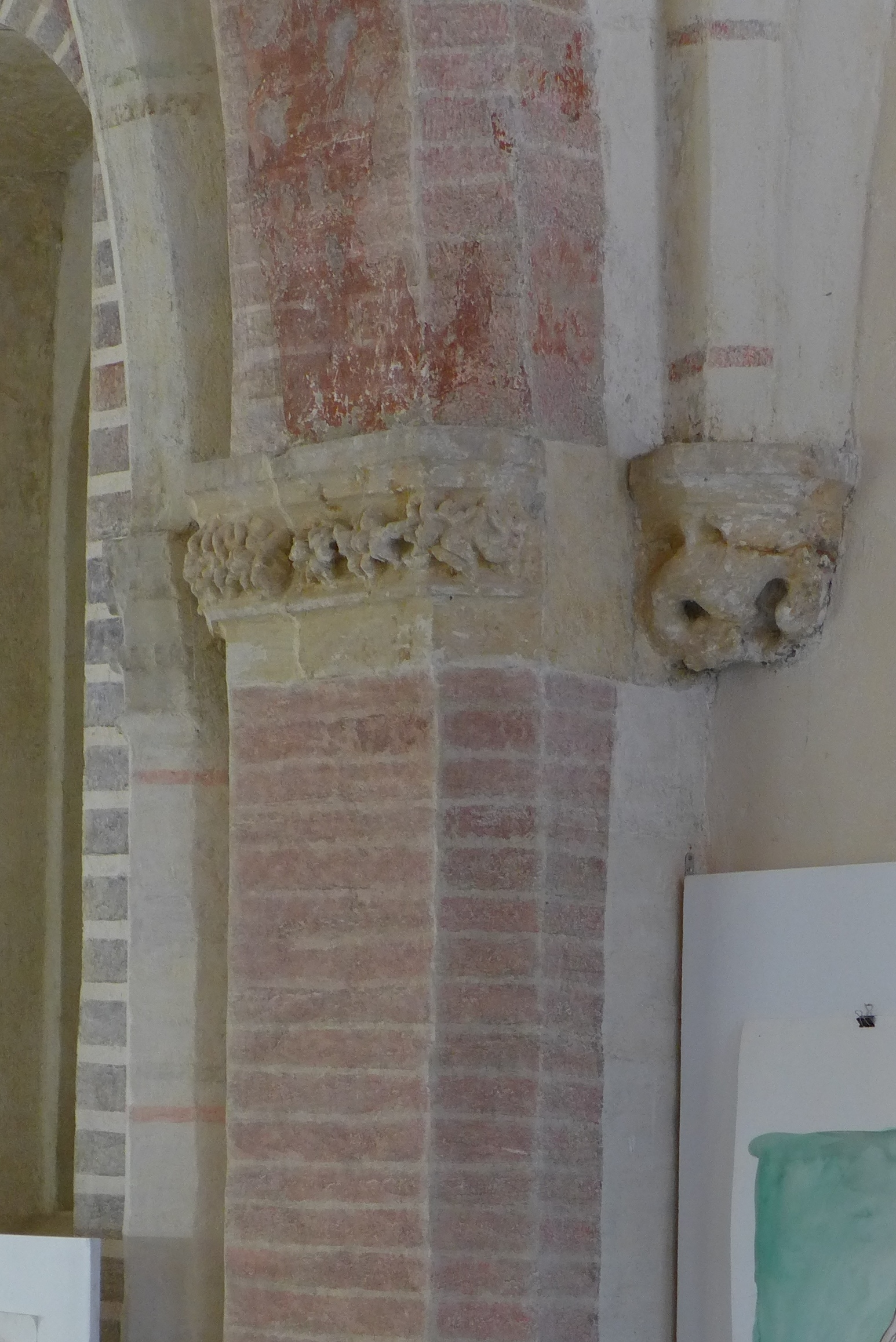
no 13 : chapiteau feuillagé de la 2e travée.
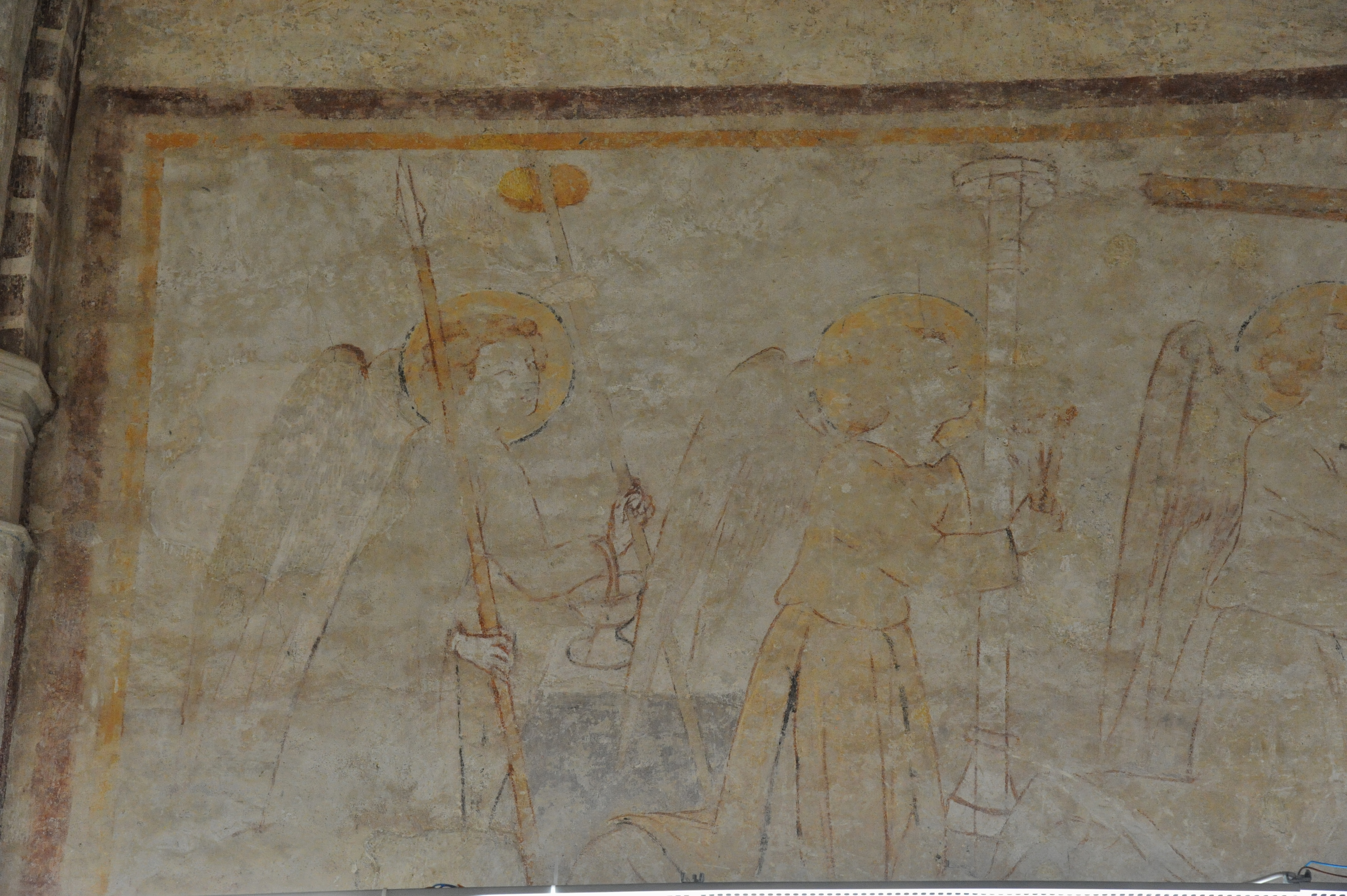
no 13 : détail d'une peinture murale (partie gauche).
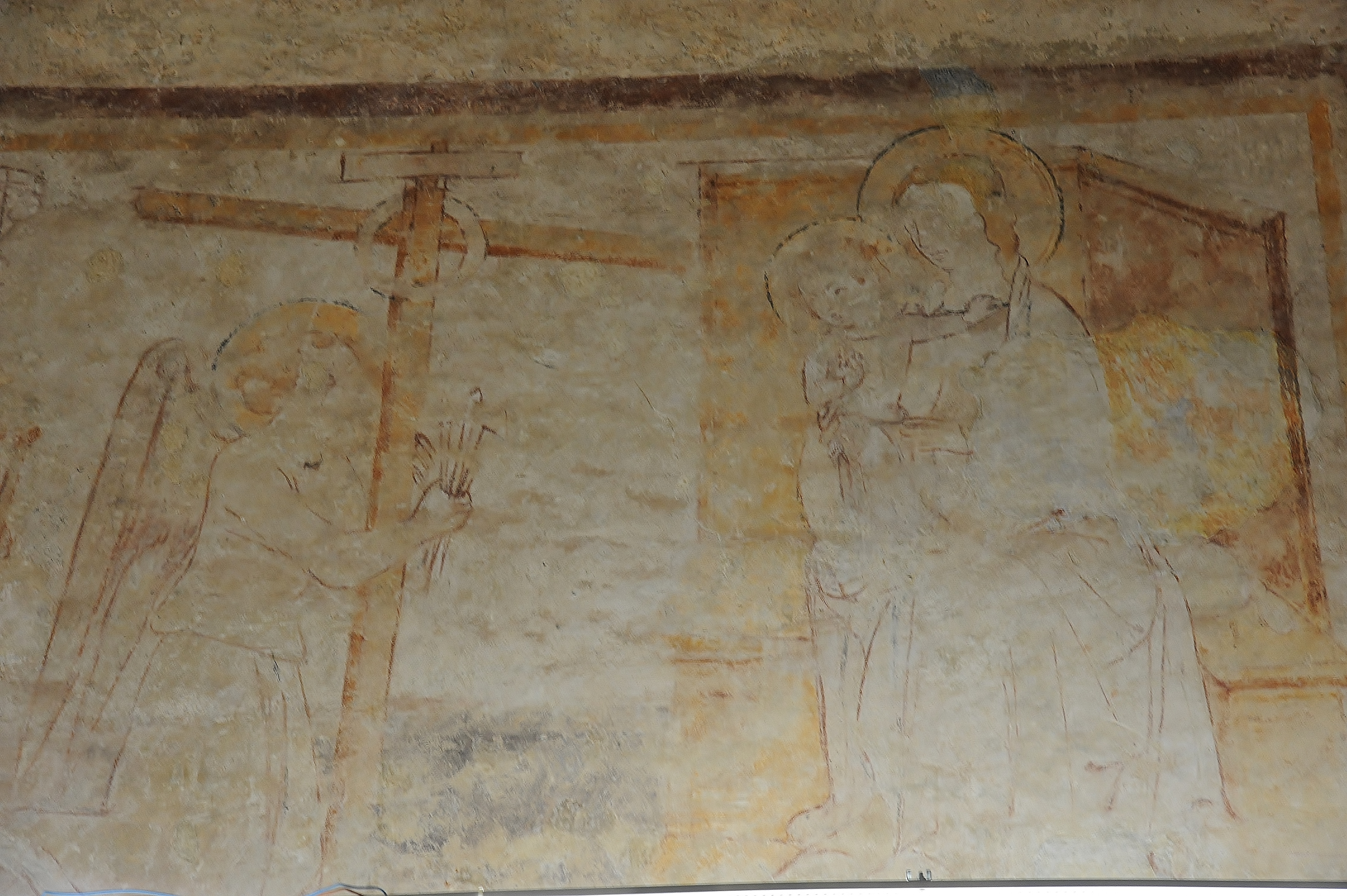
no 13 : détail d'une peinture murale (partie droite).

- no  15 : salle capitulaire du couvent des Cordeliers (fin du XIIIe siècle-début du XIVe siècle) ; foyer des étudiants de l'université de Toulouse (1939-1943) ; maison universitaire franco-mexicaine (2e moitié du XIXe siècle).  Classé MH (1994, salle capitulaire avec portion de mur situé dans son prolongement)[8],[11].

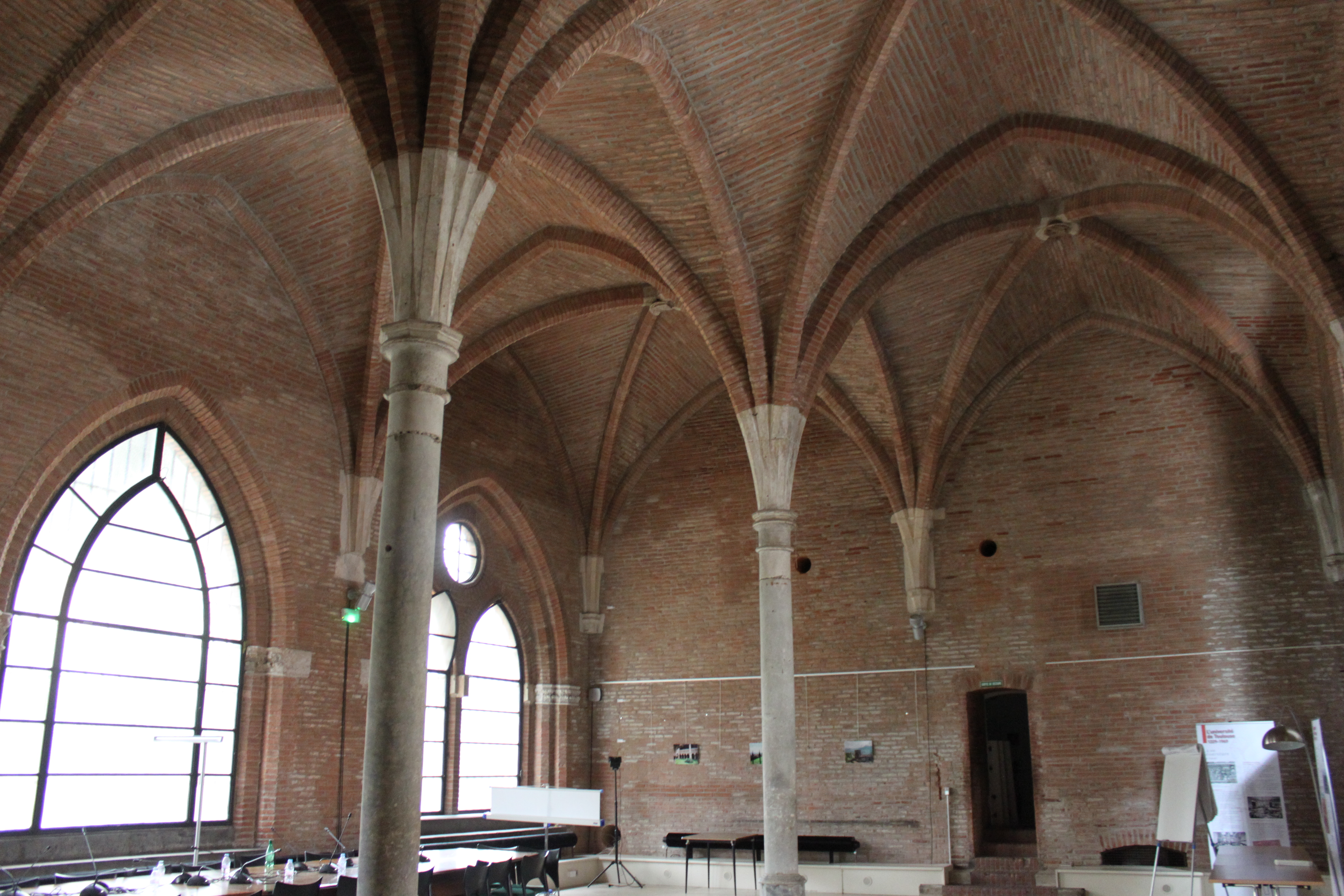
no 13 : la salle capitulaire du couvent des Cordeliers.
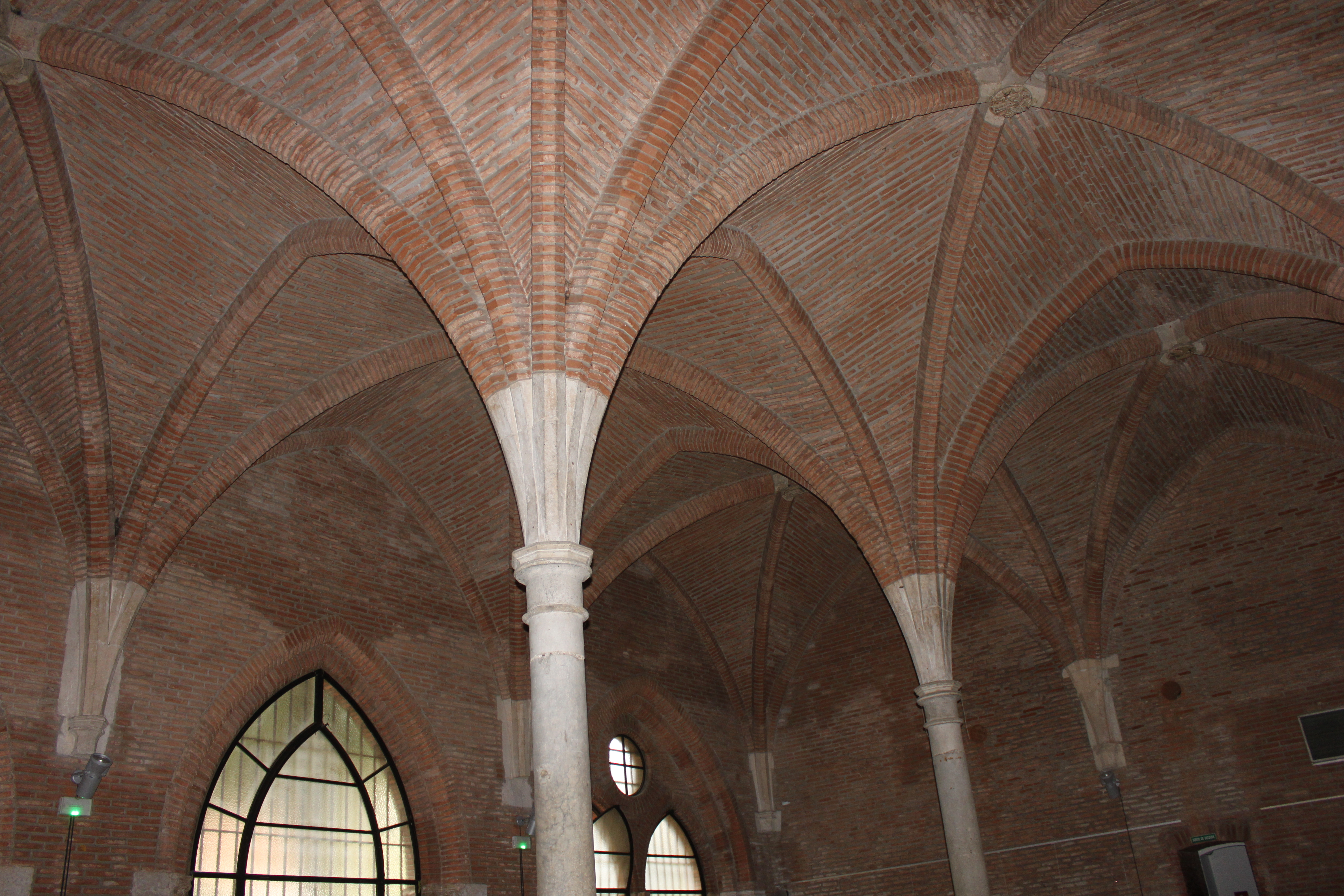
no 13 : détail des voûtes de la salle capitulaire.
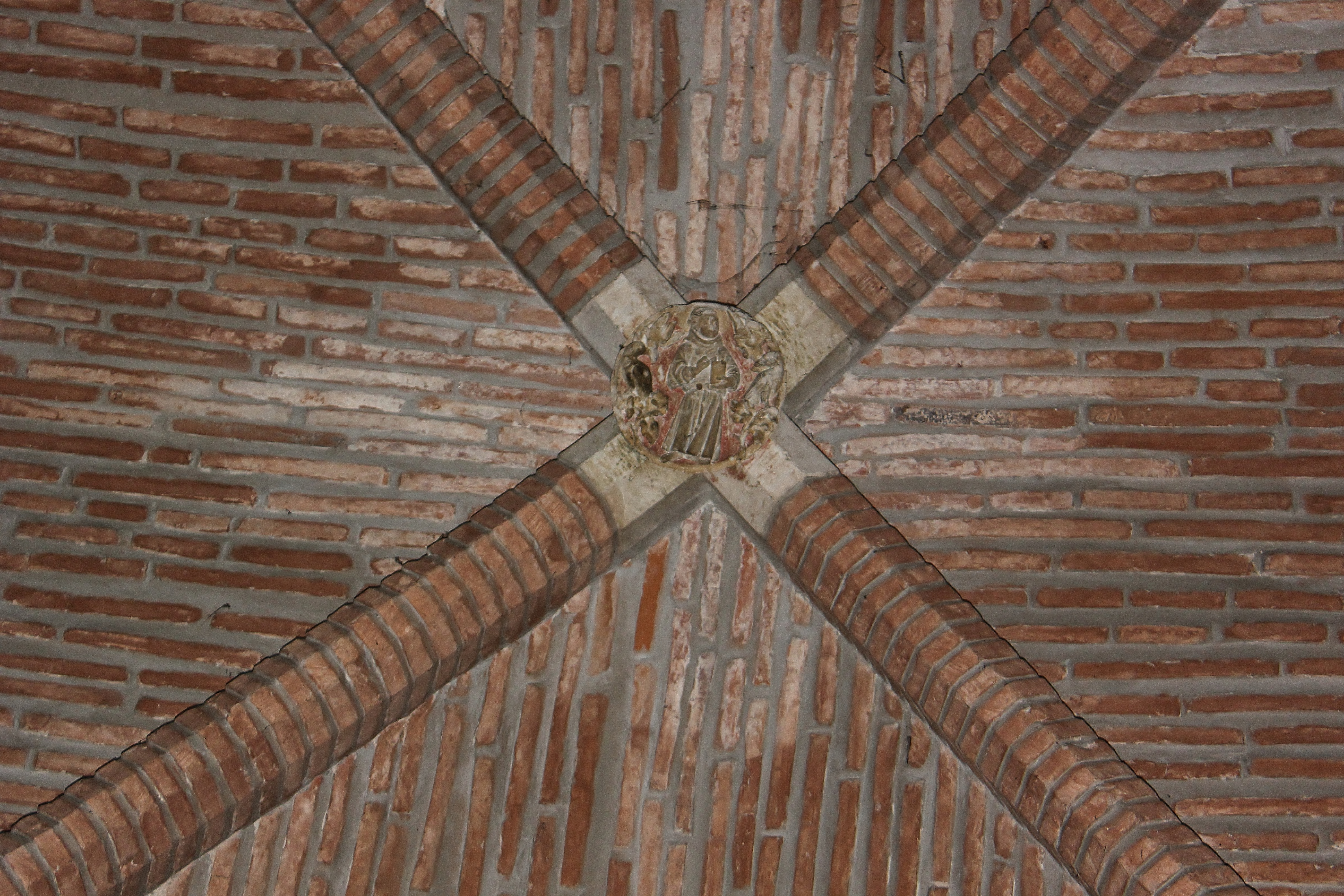
no 13 : une clef de voûte.

### Immeubles

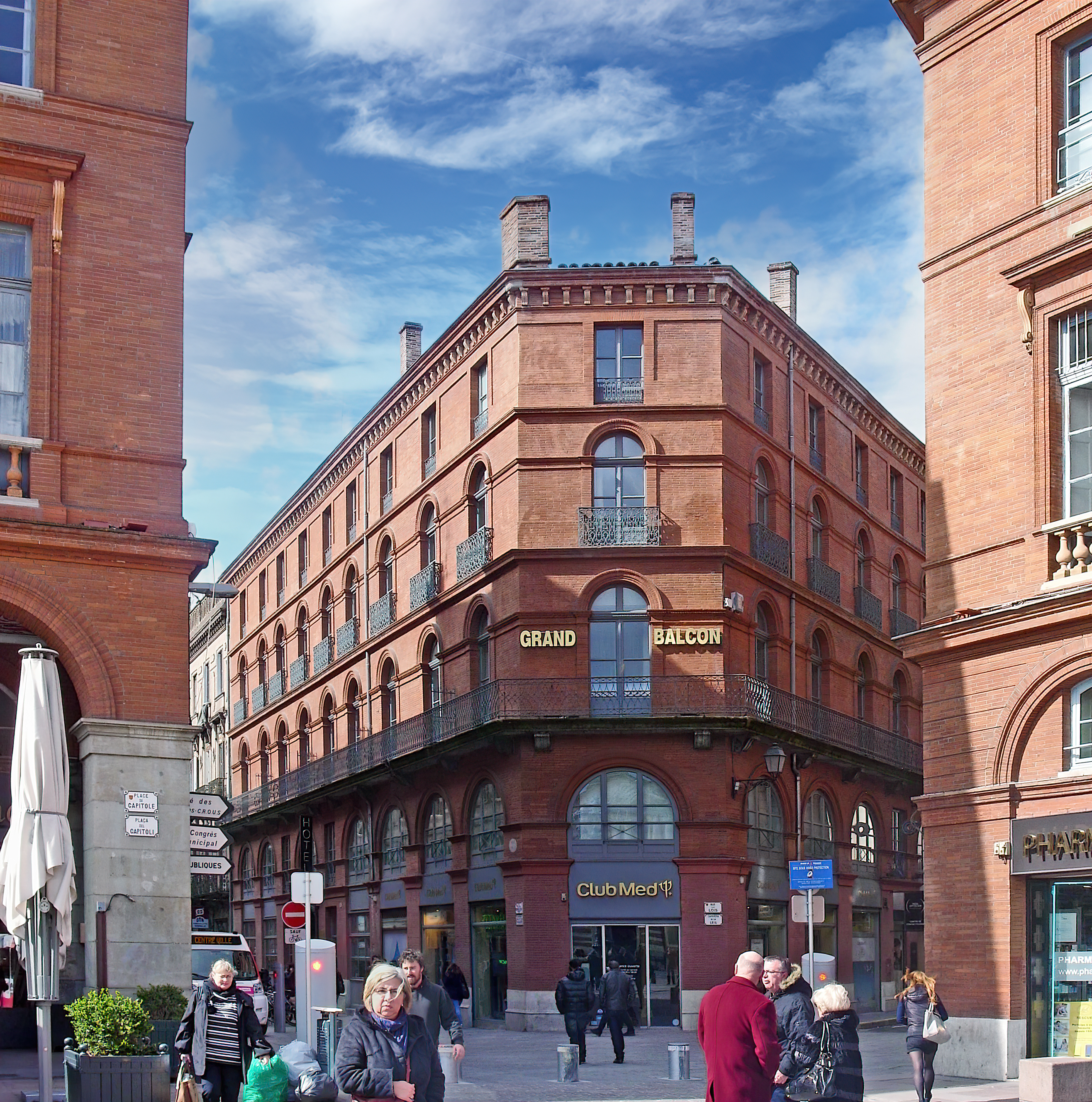
no 1 : l'Hôtel du Grand Balcon et l'ouverture de la rue place du Capitole.

- no  1 : hôtel du Grand Balcon.  Inscrit MH (1999, façades et toitures, grand hall, escalier, réception et chambre no 32)[12]. 
L'immeuble s'élève à l'angle de la rue Jean-Antoine-Romiguières, où se trouve l'entrée principale (actuel no 8). Il est construit entre 1850 et 1856, respectant les projets d'aménagement et d'alignement de la place du Capitole, sur les plans de l'architecte Jacques-Pascal Virebent. Il accueille déjà un hôtel, tenu par Mme Étienne, qui devient l'hôtel du Grand Balcon en 1891. À partir de 1925, il est fréquenté par les pilotes de l'Aéropostale – Antoine de Saint-Exupéry, Jean Mermoz, Henri Guillaumet. La chambre 32, celle de Saint-Exupéry, a conservé son aspect. 
L'immeuble de style néoclassique, caractéristique de l'architecture toulousaine de la première moitié du XIXe siècle, développe une longue façade de neuf travées sur la rue des Lois. Il s'élève sur cinq niveaux, séparés par des cordons moulurés – rez-de-chaussée, entresol et trois étages. Le rez-de-chaussée et l'entresol sont réunis par de grandes arcades en plein cintre. Le 1er et le 2e étage sont éclairés par des fenêtres en plein cintre, tandis que le 3e étage est percé de fenêtres rectangulaires. Le 1er étage est souligné par un balcon continu orné d'un garde-corps en fonte à motifs géométriques. Les fenêtres des étages supérieurs ont également des garde-corps. L'élévation est couronnée par une corniche à modillons[13].

- no  27-29 : Crédit municipal. 
En 1867, le Mont-de-piété de Toulouse est créé à l'instigation de M. Fosse. Il succède à l'institution du Prêt gratuit, qui avait été reconnue par ordonnance en 1828. En 1868, le Mont-de-piété s'installe dans les bâtiments de l'ancienne literie militaire de la rue des Lois. Entre 1883 et 1886, un nouvel édifice est construit sur la rue Urbain-Vitry par l'architecte Louis de Mortreuil. En 1895, il est agrandi par un nouveau corps de bâtiment sur la rue des Lois sur les plans de l'architecte Joseph Thillet. En 1918, le Mont-de-piété devient le Crédit municipal de Toulouse[14]. 
L'édifice se compose de plusieurs corps de bâtiment autour d'une cour centrale. Il présente sur la rue des Lois une longue façade de style néoclassique, qui s'élève sur six niveaux (un sous-sol, un rez-de-chaussée surélevé, trois étages et un niveau de comble à surcroît) et se développe sur quatorze travées, bâtie en brique claire. Le rez-de-chaussée est traité en bossage continu. Les fenêtres ont des grilles qui portent le monogramme CM. Les étages sont percés de fenêtres rectangulaires surmontées de corniches et reliées par des cordons qui passent au niveau des appuis. Les travées des deux portes sont mises en valeur par les balcons, de hauteurs décroissantes, qui ont des garde-corps en fonte aux motifs géométriques et végétaux. L'élévation est couronnée d'une corniche à modillons[15].

- no  34: collège de l'Esquile (1554-1558 ; 1678-1679) ; Petit Séminaire (XIXe siècle) ; Direction générale des impôts.  Inscrit MH (1993, façades et toitures sur la rue des Lois ; façades sur cour ; escalier monumental)[16],[17].

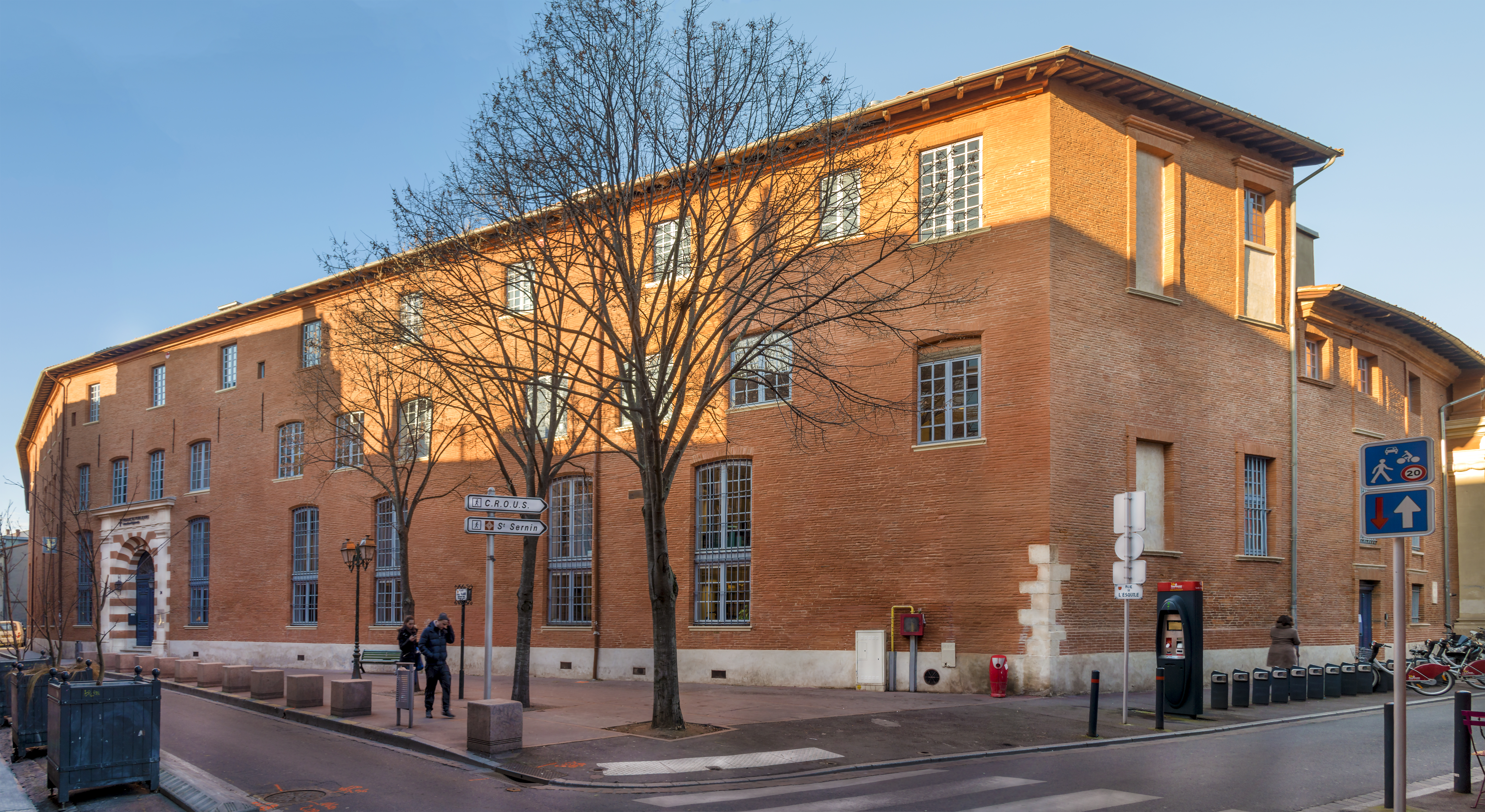
no 34 : la façade de l'ancien collège de l'Esquile sur la place Yitzhak-Rabin.
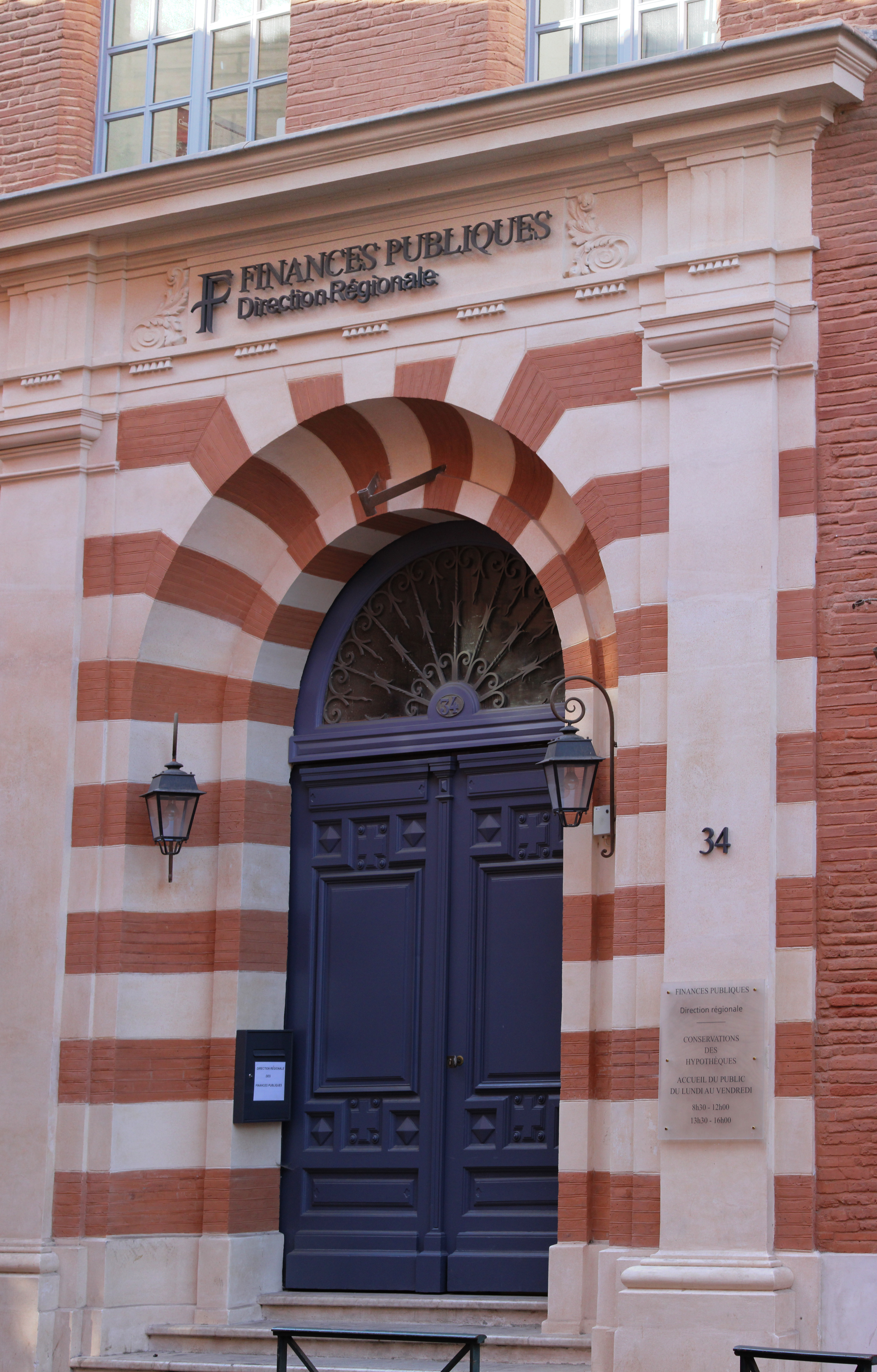
no 34 : le portail de la rue des Lois.
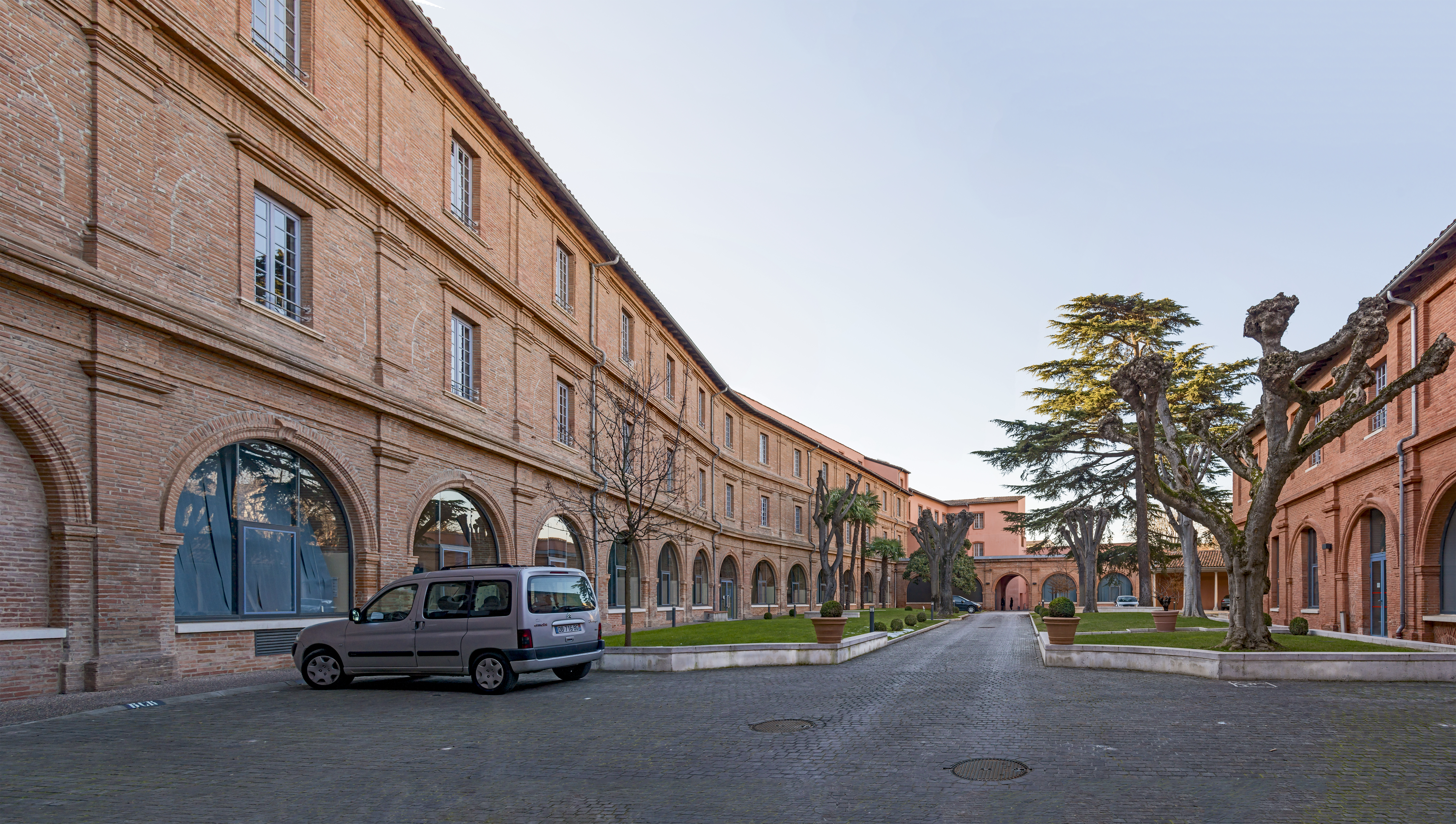
no 34 : la cour intérieure du collège de l'Esquile.